# 米山寺経塚群
座標: 北緯37度18分01秒 東経140度21分47秒 / 北緯37.30028度 東経140.36306度
米山寺経塚群（べいざんじきょうづかぐん）は、福島県須賀川市西川にある平安時代末期の経塚遺跡。1937年12月21日、国の史跡に指定され、1977年7月25日に追加指定が行われた。

## 概要
須賀川市西川の日枝神社の裏に5基、そこから西に離れた丘陵上に5基、計10基の経塚が確認されている。経塚とは、弥勒仏が出現する遠い未来の世まで仏教経典を埋納保存する目的で造営されたもの。1884年（明治17年）、日枝神社社殿裏で3基の経塚が発見され、1937年に国の史跡に指定された。1977年には他の7基の経塚が史跡に追加指定されている。

## 出土品

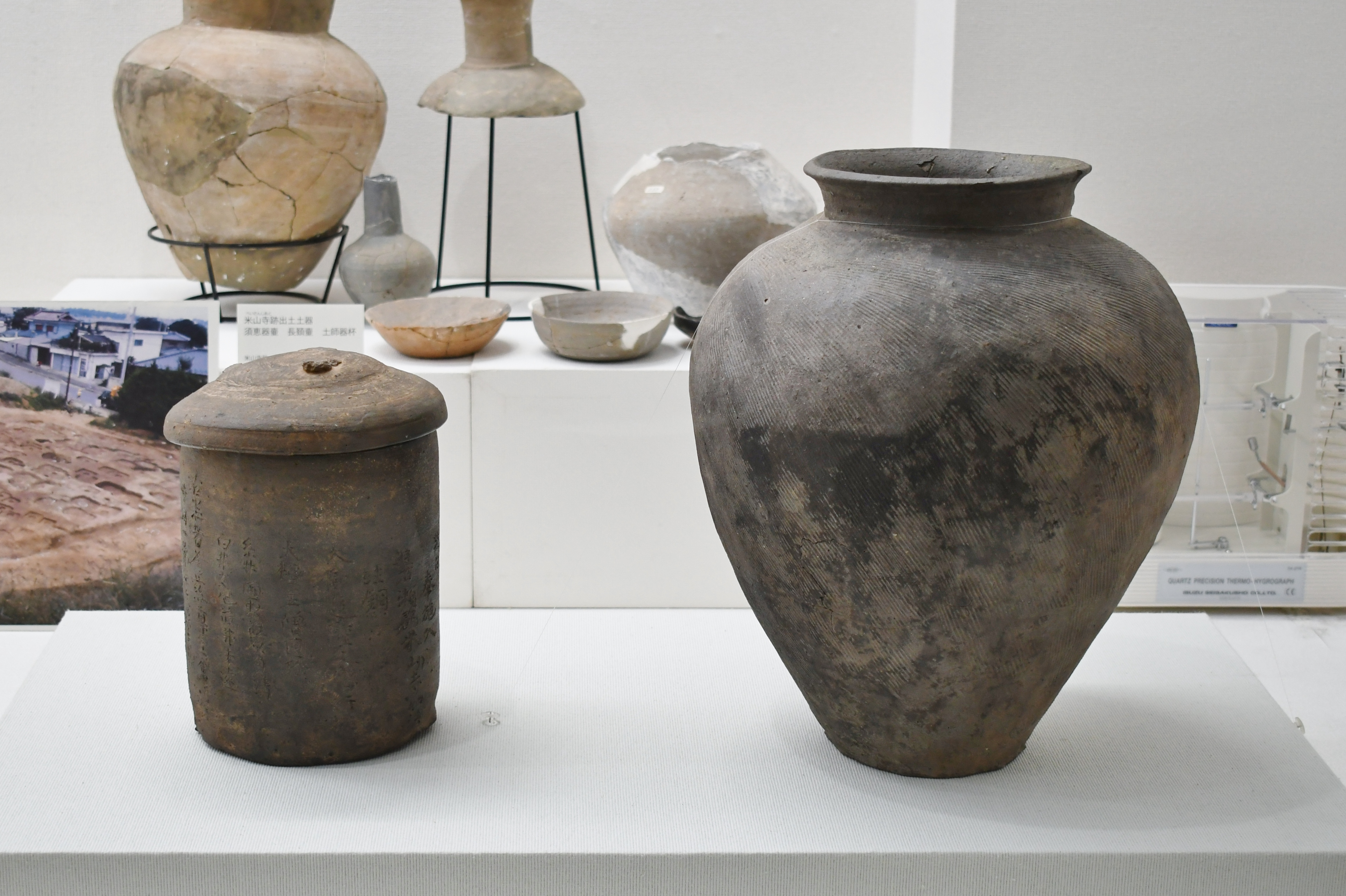
陶製外容器（国の重要文化財）左は3号経塚出土（承安元年銘）、右は1号経塚出土。須賀川市立博物館展示。

出土品については、第3経塚出土の銅経筒（どうきょうづつ）とこれを収めていた陶製外筒（とうせいそとづつ）が1936年に「銅経筒 陶製外筒付」として重要文化財（旧国宝）に指定された。1978年には他の出土品が重要文化財に追加指定され、指定名称を「岩代米山寺経塚出土品」と改めた。
3号経塚出土の陶製外筒は、高さ25センチ、径17センチの蓋付容器で、刻銘があり、「米山寺」の寺名、「藤原貞清」ら施主4名と僧2名の名前とともに、承安元年（1171年）の年記がある。これと同じ施主名と年号を記した陶製の筒が、福島県内で他に2例見つかっている。一つは江戸時代に今の桑折町の平沢寺経塚で出土したもので、東京の静嘉堂文庫所蔵となっている。今一つは福島市飯坂の天王寺経塚から出土したものである。
重要文化財に指定された出土品（日枝神社所有）の明細は以下のとおり。
- 岩代米山寺経塚出土品
  - 陶製甕 1口（第一経塚出土）
  - 銅経筒 1口（第一経塚出土）
  - 陶製甕残欠共 2口分（第二経塚出土）
  - 陶製外筒 1口 承安元年八月廿八日僧行祐等施入在銘（第三経塚出土）
  - 銅経筒 1口（第三経塚出土）
  - 銅鏡残欠 1箇（第三経塚出土）
  - 鐔残欠 1箇（第三経塚出土）
  - 陶製甕残欠 1口分（第五経塚出土）
  - 附：刀残欠、鉄鏃残欠、陶器片等伴出物一切